# Emblanda emblematica
Emblanda emblematica là một loài ốc biển, a marine aquatic operculate động vật chân bụng động vật thân mềm in the nhánh Littorinimorpha.
Emblanda emblematica là loài duy nhất trong chi Emblanda, mà chính nó là giống duy nhất trong họ Emblandidae.

## Phân bố
Loài này xuất hiện ở đông nam Australia.